# Le Collier rouge
Pour l’article homonyme, voir Le Collier rouge (film).
Le Collier rouge est un roman de Jean-Christophe Rufin paru le 27 février 2014 aux éditions Gallimard. Il a reçu le prix Maurice-Genevoix la même année.

## Résumé
En été 1919, sous une chaleur étouffante, accompagné des aboiements d'un chien attaché à la laisse à un arbre face à une prison, son maître, Jacques Morlac, est un héros de la Première Guerre mondiale mais y est emprisonné pour une raison que le lecteur ignore encore. Le juge Lantier est chargé d'intervenir dans cette affaire et entame une longue conversation avec le détenu afin de démêler l'enquête.
Morlac fait alors part au juge de son parcours, en débutant par son engagement à la Première Guerre mondiale, durant laquelle il est accompagné de son chien nommé Guillaume, jusqu'à son arrestation le jour de la fête nationale. Pendant ce temps, la compagne de Morlac, Valentine, attend désespérément son retour et, pour compenser son absence, héberge des soldats ayant besoin d'aide.
Le lecteur découvre la raison de l'arrestation de Morlac à la fin de sa conversation avec Lantier : le 14 juillet 1919, à 8 h 30 du matin, lors d'un défilé se préparant sur le cours Danton, Morlac, s'approchant de la tribune officielle où étaient placés les corps constitués, a déclaré sous un silence total que son chien Guillaume mérite davantage les louanges que lui, l'ayant beaucoup aidé sur le front.Il saisit alors une récompense diocésaine et l'accroche au cou du chien. Entre rires et applaudissements, Morlac est attrapé par la police et est alors emprisonné.
On peut par ailleurs observer sur la page de couverture la Légion d'honneur (sur la couverture de l'édition Folio, il s'agit d'une croix de guerre) accrochée au collier du chien.
Après des jours et des semaines, Lantier comprend la raison de l'acte qu'a commis Jacques Morlac. À la fin, ce dernier donne son chien au juge.

## Adaptation cinématographie
Une adaptation cinématographique, dont la réalisation a été confiée à Jean Becker et tournée en Charente, est sortie le 28 mars 2018. Morlac y est interprété par Nicolas Duvauchelle, tandis que le rôle du juge Lantier est confié à François Cluzet.

## Critiques
- François Busnel (L'Express) : « Ce roman, par petites touches et avec poésie, questionne ce qui fait notre identité[3] ».

## Éditions
- Éditions Gallimard, coll. « Blanche », 2014  (ISBN 978-2070137978).
- Éditions Gallimard, coll. « Folio », 2015  (ISBN 978-2070462971).